# Patriarca Caldeu de Bagdá
O Patriarca Caldeu de Bagdá (anteriormente Patriarca Caldeu da Babilônia) , sediado em Bagdá (Iraque), é a designação do líder da Igreja Católica Caldeia, que é uma Igreja particular oriental sui iuris da Igreja Católica. 

## Lista

### A linhagem deShimun
Em 1551/1552, Yohannan Sulaqa, disposta a separar-se da Sé patriarcal de Alcoxe (pertencente à Igreja Assíria do Oriente), deslocou-se a Roma para pedir a sua nomeação como patriarca: ele foi reconhecido e consagrado pelo Papa Júlio III em 1553, na Basílica de São Pedro. 
- Mar Shimun VIII Yohannan Sulaqa (1553-1555) - fixou a sua Sé em Diarbaquir
- Mar Ebede Jesus Maron IV (1555-1570) - mudou a Sé para Siirt
  - vacante (1570-1572)
- Mar Yahballaha V (1572-1580)
- Mar Shimun IX Dinkha (1580-1600) - deslocou a Sé para Úrmia

Mar Shimun IX Dinkha foi o último patriarca da linha Shimun a ser formalmente reconhecida por Roma. Ele reintroduziu a sucessão hereditária, que era uma prática utilizada pela Igreja Assíria do Oriente. As relações e comunicações entre os católicos caldeus e a Santa Sé tornaram-se esporádicas e muito fracas.
- Mar Shimun X Eliyah (1600-1638) - deslocou a Sé para Salmas
- Mar Shimun XI Eshuyow (1638-1656)
- Mar Shimun XII Yoalaha (1656-1662)
- Mar Shimun XIII Dinkha (1662-1692) - mudou a Sé para Qochanis

Em 1692, Mar Shimun XIII Dinkha rompeu formalmente a sua comunhão com Roma. Mar Shimun XIII, voltando a pertencer à Igreja Assíria do Oriente, continuou a ser patriarca e seus sucessores são actualmente líderes da Igreja Assíria do Oriente. 

### A linhagemjosefitade Amida
A linhagem patriarcal caldeia baseada em Amida foi iniciada por José I, que em 1681 separou-se da Sé patriarcal de Alcoxe (pertencente à Igreja Assíria do Oriente), para poder entrar em plena comunhão com a Santa Sé. 
- Mar José I (1681-1696)
- Mar José II Sliba Maruf (1696-1713)
- Mar José III Timothy Maroge (1713-1757)
- Mar José IV Lazare Hindi (1757-1780)
- Mar José V Agostinho Hindi (1780-1827) - nunca foi formalmente reconhecido como patriarca pela Santa Sé.
  - vacante (1827-1830)

Com a morte de José V, a Sé de Amida permaneceu vago. Em 1830, a linhagem josefita fundiu-se com a linhagem de Alcoxe/Moçul na pessoa do Mar João Hormisda, que tornou-se no único Patriarca Caldeu da Babilónia. Este acontecimento marca a formação da moderna Igreja Católica Caldeia, no sentido de uma instituição com uma estrutura hierárquica e organizacional bem definida.

### A linhagem de Alcoxe/Moçul
A Sé de Alcoxe era a maior e mais antiga Sé patriarcal da Igreja Assíria do Oriente. Acredita-se que ela foi fundada por São Tomás, no século I d.C.. Em 1610, Mar Eliyya VIII (1591-1617), o Patriarca da Sé de Alcoxe, entrou em comunhão com a Igreja Católica. Porém, Eliyya VIII morreu em 1617 e o seu sucessor rapidamente repudiou e cancelou a comunhão. 
Uma nova comunhão com a Santa Sé foi preciso esperar até 1778, com a morte de Eliyya XII (ou XI) Denkha. Após a sua morte, a Sé de Alcoxe foi dividida em duas partes: uma comandada por Eliyya XIII Isho-Yab, que não está em comunhão com Roma; e a outra governada pelo seu primo Mar João VIII Elias Hormisda, que professou ser católico. Em 1804, com a morte de Eliyya Isho-Yab, Yohannan Hormizd tornou-se assim no único governante da Sé de Alcoxe. Ele foi apenas reconhecido pelo Papa em 1830, após a fusão com os católicos caldeus de Amida (ou Diyarbakir), tornando-se assim no único Patriarca Caldeu da Babilónia. Este acontecimento marca a formação da moderna Igreja Católica Caldeia, no sentido de uma instituição com uma estrutura hierárquica e organizacional bem definida. 
Em 19 de fevereiro de 2022, atendendo ao pedido do Sínodo dos Bispos da Igreja Caldeia, sua denominação passou de Patriarcado Caldeu da Babilónia para Patriarcado Caldeu de Bagdá.

#### Patriarcas
- Mar João VIII Elias Hormisda (1830-1838) - mudou a Sé para Moçul
- Mar Nicolau I Zaya (1839-1846)
- Mar José VI Audo (1847-1878)
- Mar Eliya Abulyonan (1878-1894)
- Mar Audishu V Khayyath (1894-1899)
- Mar Yousef VI Emmanuel II Thomas (1900-1946)
- Mar Yousef VII Ghanima (1946-1958) - deslocou a Sé para Bagdá
- Mar Paulo II Cheikho (1958-1989)
- Mar Rafael I Bidawid (1989-2003)
- Mar Mar Emmanuel III Karim-Delly (2003-2012)
- Mar Jacques Ishaq (2012-2013)[2]
- Louis Raphaël I Sako (2013—presente) [3]